# Crime perfeito
Um crime perfeito é um crime cometido com tal planejamento e habilidade que nenhuma evidência é deixada e o culpado não pode ser encontrado. O termo também pode se referir ao crime não detectado depois de cometido ou, ainda, quando não deixa suspeitas que justifiquem uma investigação.
No uso tradicional, o termo não inclui crimes meramente não resolvidos. Muitos crimes permanecem insolúveis devido à falta de recursos policiais ou à incompetência do investigador. No famoso caso de Jack, o Estripador, muitas evidências foram deixadas embora o crime tenha ficado sem solução. Muitos crimilogistas e outros que estudam investigação criminal (incluindo romancistas) afirmam que um crime perfeito não fica insolúvel por causa da polícia, mas pela habilidade do criminoso.

## Leitura complementar
- Postmortem: How Medical Examiners Explain Suspicious Deaths by Timmermans, Stefan. 380 pages, University of Chicago press; ISBN 978-0-226-80398-2.
- The Perfect Crime and How To Commit It by Jekel, Dr. Pamela L. Jekel; Publisher: Paladin Press Boulder, CO 1982; ISBN 0-87364-237-6.
- Practical Crime Scene Processing and Investigation by Ross M. Gardner; 2004 CRC Press, ISBN 0-8493-2043-7.